# Ethel Bertha Harrison
Pour les articles homonymes, voir Harrison.
Ethel Bertha Harrison, née le 27 octobre 1851 à Londres et morte en 1916, est une essayiste et militante antisuffragiste britannique.

## Sa vie
Elle est la fille d'un commerçant, William Harrison et d'Anne Tonge Lake, un couple ayant fait fortune grâce au commerce avec les Antilles britanniques. Elle reçoit une éducation privée dans leur maison de Highgate Hill à Londres. En 1870 Ethel épouse l'historien et juriste Frederic Harrison. Au cours des années 1870, ils auront quatre fils parmi lesquels Austin Harrison (1873-1928) qui deviendra journaliste et critique littéraire. Frederic est un avocat connu pour son soutien aux nouvelles idées de syndicalisme. Ethel n'est cependant pas une féministe : elle est membre de la ligue féminine nationale antisuffragiste  (Women's National Anti-Suffrage League).
En 1883 et 1900 William Blake Richmond expose son portrait prêté par son mari. On peut y voir une rose attachée à son décolleté dont on pense qu'elle symbolise la signature de Richmond sur son œuvre. En 2010, ce tableau a été revendu pour la somme de £9,000.
Comme son mari, Ethel est une ardente positiviste et elle ouvre une section de la guilde féminine (Women's Guilde) au Newton Hall de Fleet Street, inauguré en 1881 par son mari. Elle y organise des cours sur la tenue d'une maison, ainsi que des rencontres sociales et religieuses. Elle est l'auteur de douze vers pour un livre intitulé Services of Man  (les Services de l'Homme) qu'elle a également contribué à éditer.
Elle entretient une importante correspondance avec diverses relations qu'elle avait en commun avec son mari. Dans les années 1890, elle commence à écrire en vue de publications et certains de ses travaux sont acceptés par le Cornhill Magazine.
Elle meurt en 1916. Une partie de sa correspondance est conservée à la London School of Economics and Political Science.